# 氷の戦士

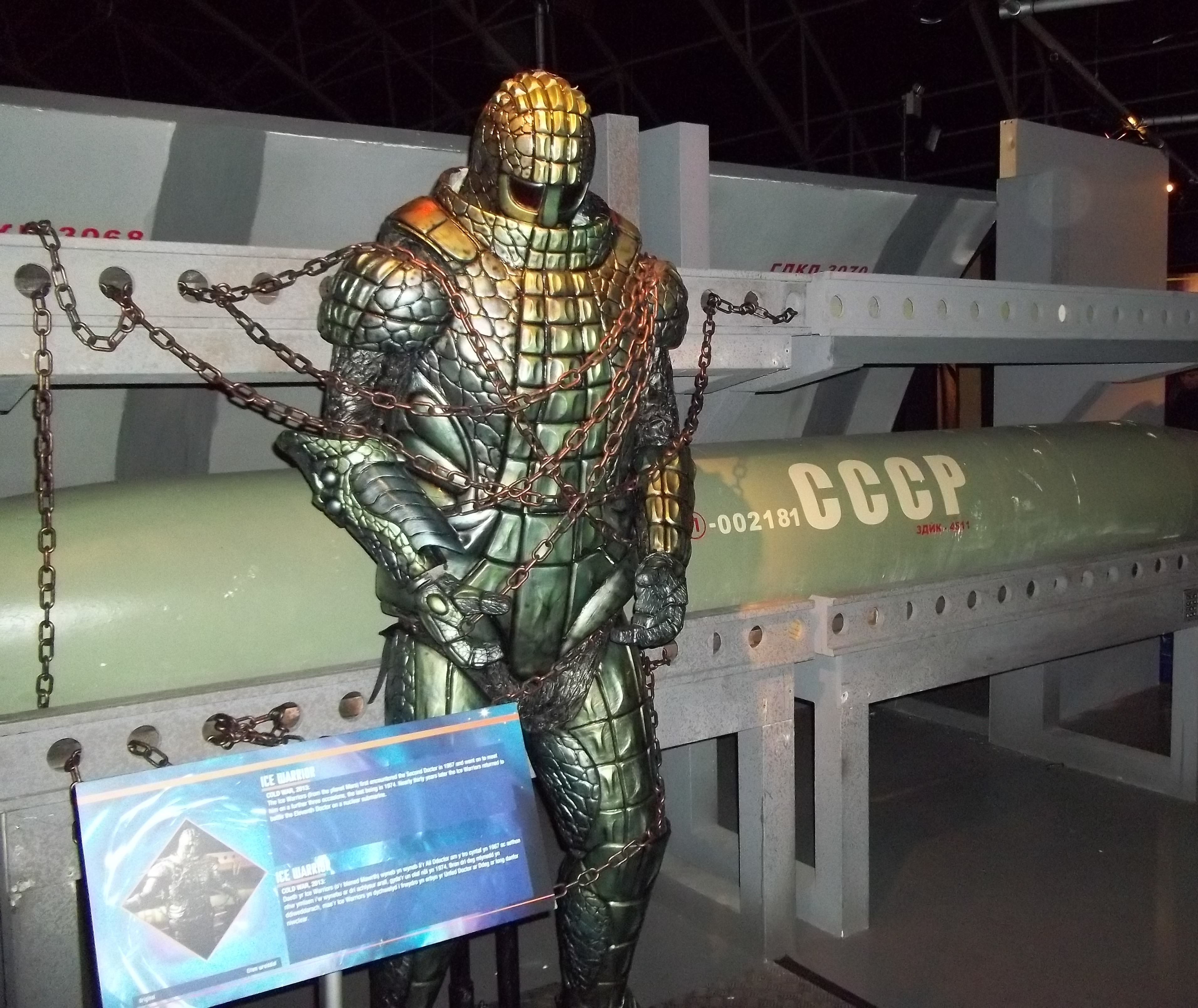
新シリーズの氷の戦士

氷の戦士（英: Ice Warrior）は、イギリスの長寿SFテレビドラマ『ドクター・フー』に登場する架空の地球外生命体の種族。ブライアン・ヘイルズが生み出し、1967年の The Ice Warriors で初登場を果たして2代目ドクターとジェイミー・マクリモン、ヴィクトリア・ウォーターフィールドと対面した。氷の戦士は火星に起源を持ち、火星の環境が生命の居住に適さなくなってきたため、シリーズ初期においては氷河期ごろの地球へ逃亡して地球を征服しようとしていた。凍った氷の戦士の集団が地球の科学者チームに発見され、「氷の戦士」と命名された。これは本来の種族の名前ではなかったが、後に1974年の The Monster of Peladon で Ice Lord が部下を氷の戦士と呼称している。元々は悪役として描写されていたものの、暴力を避けてドクターと同盟を結ぶ氷の戦士の姿が後のシリーズで描かれている。回想やカメオ出演も多く、小説やオーディオといったスピンオフ作品に頻繁に登場している。
1986年と1990年には氷の戦士がシリーズに登場する予定であった。6代目ドクターと悪役シルが登場する Mission to Magnus と7代目ドクターが登場する Ice Time の2作品が予定されていたが、いずれも中断・破棄された。しかし Mission to Magnus は Target Books で小説化され、Big Finish でオーディオ化もされた。Ice Time はオーディオ Thin Ice としてリリースされた。
氷の戦士は新シリーズにおいてシリーズ7『冷戦』(2013)とシリーズ10『火星の女王』(2017)に登場している。

## 制作

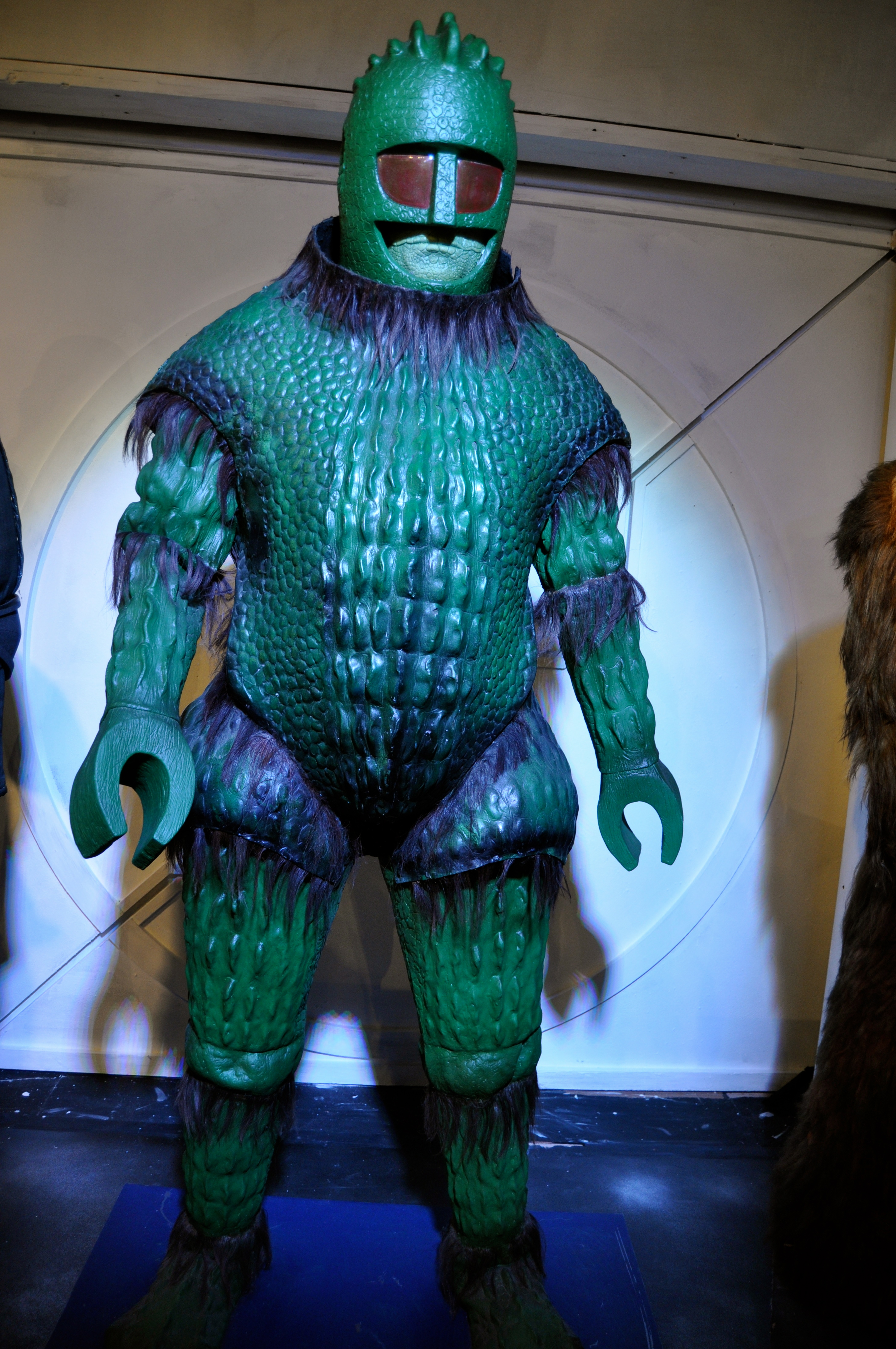
クラシックシリーズの氷の戦士

クラシックシリーズのシーズン4はダーレクをシリーズから引退させる目的であった The Evil of the Daleks で締めくくられた。制作陣は引退したダーレクの代わりにサイバーマンと並ぶ新たな悪役を模索し、ドクターに対し何度も立ちはだかる悪役としてブライアン・ヘイルズが氷の戦士を考案した。ジェームズ・チャップマンは、デレク・マルティヌス監督がクリスティアン・ナイビィの映画『遊星よりの物体X』からインスピレーションを受けたことを示唆しており、特に孤立した科学基地で凍ったエイリアンのコンセプトにおいて如実に現れている。
ヘイルズは氷の戦士をサイバネティック生命体として考えていたが、デザイナーのマーティン・ボウは既に確立されていたサイバーマンとの重複を思慮に入れ、代わりに大まかに爬虫類の特徴を持つ意匠を施した。

## 特徴
氷の戦士のデザインを担当したマーティン・ボウは、爬虫類型のヒューマノイドを設計することにした。コスチュームデザイナーとして彼は新しい素材を使おうとし、ピアーズ・D・ブリトンとグラハム・スレイトはそれを考慮してガラス繊維で氷の戦士の鎧を製作した。さらにスレイトは、鎧の彫刻がワニの皮膚を反映して爬虫類的な生態を示唆しているとコメントしている。
初登場時に氷の戦士を演じたバーナード・ブレスローといった俳優たちは、爬虫類としての性質や火星大気の異質性を示すためにささやき声を使用した。シューという声はブレスローが生み出したとされている。また、氷の戦士は手首にソニック兵器を仕込んでいる。The Seeds of Death では Ice Lord と呼ばれる指揮官階級が言及され、彼らは戦士階級ほど鎧が重厚でなく、ソニック兵器も持たない。鉤爪状のグローブは氷の戦士と共通している。
2013年の『冷戦』で再登場した際には、このグローブはソンターランと同様の3本指となった。
ニール・ゴートンは氷の戦士をより巨大により強力に見せるため、鎧をめっきに似た外観に変更した。これにはウレタンゴムが使われ、ガラス繊維よりも柔軟で快適であった。マーク・ゲイティスは、再登場時の外見もオリジナルの氷の戦士に忠実であると評価した。
『冷戦』ではシリーズで初めて鎧を脱いだ氷の戦士が登場し、彼らにとっては究極の屈辱であると11代目ドクターが発言した。鎧を脱いだ氷の戦士がエピソード中で常に登場していたわけではないが、鉤爪の生えた手のシーンは複数のレビュアーが映画『エイリアン』と比較し、最終的には顔も露わになった。『冷戦』では、氷の戦士の鎧が、変温動物である彼らを寒さから守るための生体力学的な甲殻であることも明かされた。鎧はソニック技術により遠隔操作可能である。

## 歴史

### クラシックシリーズ
氷の戦士の初登場は1967年の The Ice Warriors で、劇中の時代設定は西暦3000年であった。地球寒冷化に伴う氷の拡大を食い止めるために派遣された科学チームが、氷の戦士と共に数千年も氷河に埋没している宇宙船を発見した。復活した氷の戦士は科学基地の制圧を目論んだが、2代目ドクターにより倒され、脱出を試みた際に船は破壊された。
氷の戦士は1969年の The Seeds of Death で再登場し、今回の舞台は21世半ばだった。同話において人類社会は物質輸送システムTマットで発展しており、氷の戦士の攻撃部隊がこれを利用して地球侵攻を計画した。月面のTマット基地を制圧した氷の戦士は地球大気の酸素を激減させて大気組成を火星に近づけ、テラフォーミングを目論んだ。この計画は2代目ドクターと彼のコンパニオンのジェイミーとジョーに阻まれ、氷の戦士の艦隊は太陽の公転軌道に転送された。
氷の戦士が1972年の The Curse of Peladon で再登場した際、彼らは3代目ドクターの味方として描写された。同話では氷の戦士が暴力を放棄して火星・地球・ケンタウルス座アルファ星・アークトゥルスを含む銀河連邦の一員となっている様子が描かれている。氷の戦士はペラドンが銀河連邦に加わるよう交渉するために代表としてペラドンへ派遣され、その際に3代目ドクターのコンパニオンのジョー・グラントを地球からの使者と勘違いし、3代目ドクターとも遭遇した。ドクターは当初氷の戦士が陰謀を企てているのではないかと危惧していたが、彼らに命を救われ、彼らの性質が大きく変わったことを認めた。氷の戦士の助けを借りてドクターは大祭司ヘペシュの計画を暴き、ペラドンの加盟を妨害する目的を持ったアークトゥルスの代表団がペラドンへ到達するのを防いだ。
1974年に放送された続編 The Monster of Peladon では The Curse of Peladon の50年後が描かれており、氷の戦士が連邦の平和維持軍として機能している様子が描写されている。しかし、氷の戦士のリーダーである Ice Lord のアザキシルは、銀河連邦と戦争中であったギャラクシー5と密約を結んでいた。銀河連邦から独立して氷の戦士の種族を元に戻すため、彼は戒厳令を課してペラドンの制圧を試みたが、ペラドン人に食い止められた。
氷の戦士は何度も劇中で言及されている。2代目ドクターのシリーズの The War Games では、宇宙を守るために対峙した脅威の1つとして氷の戦士が挙げられている。3代目ドクターはキラーマシンに立ち向かった The Mind of Evil で氷の戦士を含む過去の敵を思い浮かべている。5代目ドクターは1981年の Castrovalva で再生直後の混乱時に氷の戦士について言及しており、これはテレビで放送されていない冒険に関するものである。

### 新シリーズ
2005年クリスマススペシャル『クリスマスの侵略者』では、地球に接近するシコラックスの映像を見たUNITの職員が「火星人とは形も違う」と言及している。2009年の『火星の水』では飲料水に知性を持つウイルスが混入しており、古代の氷の戦士が権力と知力を結集して地下氷河にウイルスを封印したと10代目ドクターが仮説を立て、彼らの事を「火星には昔帝国を築いた種族がいた」として言及した。
2013年の『冷血』は新シリーズで初めて氷の戦士が登場したエピソードであり、5000年間氷に封印されていた伝説の戦士スカルダクがソ連の原子力潜水艦で11代目ドクターと対面した。同話は鎧を脱いだ氷の戦士が描写された初めてのエピソードでもある。氷を脱出したスカルダクは潜水艦の乗組員に鎮圧され、彼は氷の戦士の法に則ってこの行動を地球人による宣戦布告と解釈した。艦隊への救助・増援要請に失敗したスカルダクは鎧を脱いで乗組員の殺戮を開始し、人類の解剖学的弱点の研究を始めた。さらに、地球を滅ぼせる核兵器が潜水艦に搭載されていることを、乗組員の一人であるステパシン大尉がスカルダクに漏らしたため、スカルダクはミサイル発射の用意を進めた。しかしながら、生き延びていた氷の戦士の宇宙船が潜水艦を氷上に引きずり出してスカルダクを救出し、彼がミサイルを解除したため事態は終息した。

火星の女王

12代目ドクターのシーズンである2017年の『火星の女王』で氷の戦士は再登場し、初めて氷の戦士の女性個体が登場した。1体の氷の戦士が南アフリカに墜落し、ヴィクトリア朝時代のイギリス兵が彼をフライデーと名付けて火星への帰還を手助けし、その見返りとして火星の鉱産資源の採掘を開始した。しかし火星が既に死の惑星となったことを悟ったフライデーの目的は氷の女王イラクサの復活であり、復活を果たしたイラクサは人類の殲滅を開始した。人間側でクーデターを起こしたキャッチラブ大尉を処刑した正当な指揮官ゴドズエーカー大佐は、自らの処刑と引き換えに人類と地球に慈悲を与えるよう女王に懇願した。イラクサは彼の勇気を称えて彼を生かし、彼と部下のイギリス兵を自らの配下に加えた。荒廃した火星から脱出するべく全宇宙にメッセージを送って知的生命体からの返事を待っていたところ、ケンタウルス座アルファ星から応答があり、ここから氷の戦士の黄金時代が幕を開けることとなった。

## 登場

### テレビ
- The Ice Warriors (1967)
- The Seeds of Death (1969)
- The Curse of Peladon (1972)
- The Monster of Peladon (1974)
- 『冷戦』 (2013)
- 『火星の女王』(2017)

#### カメオ出演
- The War Games (1969)
- The Mind of Evil (1971)
- 『火星の水』(2009)
- 『カラスに立ち向かえ』(2015)

### 小説

#### Target Books
- Mission to Magnus — 1990

#### Virgin New Adventures (the Doctor)
- Legacy — 1994
- GodEngine — 1996
- Happy Endings - 1996
- The Dying Days — 1997

#### Virgin Missing Adventures
- The Empire of Glass - 1995

#### Virgin New Adventures (Bernice Summerfield)
- Beige Planet Mars - 1998

#### New Series Adventures
- The Silent Stars Go By - 2011

#### その他
- Cold (Doctor Who Storybook 2009) — 2008

### オーディオ
- Red Dawn — 2000
- Bang-Bang-a-Boom!（カメオ出演）— 2002
- Professor Bernice Summerfield: The Dance of the Dead — 2002
- Frozen Time — 2007
- The Bride of Peladon — 2008
- The Judgement of Isskar — 2009
- The Prisoner of Peladon — 2009
- Mission to Magnus — 2009、放送されなかったエピソードのオーディオ化
- Deimos / The Resurrection of Mars — 2010
- Thin Ice — 2011、放送されなかったエピソードのオーディオ化
- Lords of the Red Planet — 2013
- Cold Vengeance – 2017

### ビデオゲーム
- Destiny of the Doctors